# STS-51-J
La misión STS-51-J fue una misión del transbordador espacial de la NASA. Fue el primer vuelo del transbordador espacial Atlantis y la misión 21 del programa en general. Se lanzó desde el Centro Espacial Kennedy en la Florida el 3 de octubre de 1985 con una carga útil para el Departamento de Defensa de los Estados Unidos y aterrizó cuatro días después el 7 de octubre en la base Edwards.

## Tripulación
| Puesto                   | Astronauta                     | Astronauta                     |
| ------------------------ | ------------------------------ | ------------------------------ |
| Comandante               | Karol J. Bobko tercer vuelo    | Karol J. Bobko tercer vuelo    |
| Piloto                   | Ronald J. Grabe primer vuelo   | Ronald J. Grabe primer vuelo   |
| Especialista de misión 1 | David C. Hilmers primer vuelo  | David C. Hilmers primer vuelo  |
| Especialista de misión 2 | Robert L. Stewart primer vuelo | Robert L. Stewart primer vuelo |
| Especialista de carga    | William A. Pailes Único vuelo  | William A. Pailes Único vuelo  |

## Parámetros de la misión
- Masa:
  - Carga:  2 Satélites DSCS-III ~2613 kg (5760 libras) cada uno.[1]
  - Cohete: Boeing etapa superior inercial 14 742 kg.[2]
- Perigeo: 475 km
- Apogeo: 484 km
- Inclinación:  28.5°
- Periodo orbital: 94.2 min.

## Resumen de la misión

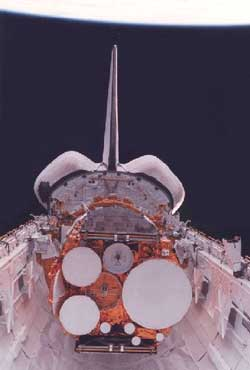
Satélites DSCS-III en la bahía de carga del Atlantis durante el STS-51-J.

El STS-51-J despegó el 3 de octubre de 1985 a las 11:15 EDT de la plataforma de lanzamiento 39A del Centro Espacial Kennedy. El lanzamiento se retrasó por 22 minutos y 30 segundos debido a un problema con un motor de hidrógeno líquido.
Fue la segunda misión del Departamento de Defensa de los Estados Unidos (después de la misión STS-51-C) y durante esta fueron desplegado dos satélites DSCS-III (Defense Satellite Communications System). La mayor parte de la información de los procedimientos durante el vuelo está clasificada pero se informó que dos DSCS-III fueron lanzados en órbitas fijas.  
La misión fue considerada exitosa. Después de un vuelo que duró 4 días 1 hora y 45 minutos  Atlantis aterrizó en la pista 23 en la Base Edwards de la Fuerza Aérea a las 13:00 EDT, el 7 de octubre de 1985.